# Australische karekiet
De Australische karekiet (Acrocephalus australis) is een zangvogel uit de familie Acrocephalidae (rietzangers).

## Verspreiding en leefgebied
Deze soort komt voor in Australië en de regio van Nieuw-Guinea en telt drie ondersoorten:
- A. s. sumbae: de centrale en oostelijke Kleine Soenda-eilanden, de zuidelijke Molukken, Nieuw-Guinea, de Bismarck-archipel en de Salomonseilanden.
- A. a. gouldi: westelijk Australië.
- A. a. australis: oostelijk en zuidoostelijk Australië.

## Status
De grootte van de populatie is niet gekwantificeerd maar de soort wordt omschreven als plaatselijk zeer algemeen. Op de Rode lijst van de IUCN heeft deze soort de status niet bedreigd.